# 浪琴園
浪琴園（英語：Pacific View）位於香港島大潭道38號，為南區的高尚住宅屋苑，共有5座物業，於1990年建成，提供374個分層單位，發展商為新鴻基地產，建築師為巴馬丹拿。

## 單位
浪琴園設有374個住宅單位，每層兩伙，每個住宅單位設落地大窗，附有露台，可置身室外一邊觀景，一邊吹風，與大潭灣為伴。

## 設施
浪琴園屋苑設室外全海景泳池、室內暖水泳池、桑拿及蒸氣浴室、餐廳、高爾夫球練習場、兒童遊樂室、宴會廳、健身室、壁球場、網球場、壁球室等，並提供餐飲服務，可外賣送到住戶單位內。此外，住客也可以前往赤柱廣場購買日常用品。停車場提供562個車位。

## 著名住客
- 張可頤
- 甄妮
- 徐日勤
- 莫華倫
- 鄺保羅[4]

## 鄰近地方
- 美國會所
- 龜背灣沙灘
- 曼克頓花園（住宅）
- Blue Water（住宅）